# Everything I Wanted (Billie Eilish)
Everything I Wanted è un singolo della cantante statunitense Billie Eilish, pubblicato il 13 novembre 2019 come unico estratto dalla riedizione del primo album in studio When We All Fall Asleep, Where Do We Go?.

## Antefatti
Ad ottobre 2019 Eilish ha annunciato che stava lavorando a nuova musica, rivelando poco tempo dopo che avrebbe pubblicato a breve due brani inediti. Il titolo della canzone e la data di pubblicazione sono stati annunciati dalla cantante il giorno successivo attraverso Instagram.

## Descrizione
Everything I Wanted parla della relazione di Billie Eilish con il fratello Finneas O'Connell, e di un sogno che ha avuto, nel quale «si gettava dal Golden Gate e scopriva che alla gente non piace così tanto come lasciano intendere».

## Promozione
Billie Eilish si è esibita con la canzone per la prima volta in occasione dell'ultima tappa del When We All Fall Asleep Tour tenutasi a Città del Messico. Ha poi presentato il brano ai Grammy Award, accompagnata dal fratello.

## Accoglienza
Brenna Ehrlich di Rolling Stone ha notato che il brano mostra un lato più «morbido e triste» di Eilish, definendolo «una meditazione sulla fama». Allie Gemmill, scrivendo per Teen Vogue, ha descritto la canzone come «lenta e introspettiva».

### Riconoscimenti
Nell'ambito dei Grammy Award annuali ha ottenuto la Registrazione dell'anno. Agli MTV Video Music Awards 2020, invece, Everything I Wanted è stato candidato come Video dell'anno e come Canzone dell'anno. Nell'ambito dei Meus Prêmios Nick 2020, invece, ha ottenuto una candidatura come Hit internazionale preferita.

## Video musicale
Il video musicale, diretto dalla stessa interprete, è stato reso disponibile il 22 gennaio 2020.

## Tracce
Testi e musiche di Billie Eilish O'Connell e Finneas O'Connell.
1. Everything I Wanted – 4:05

## Formazione
- Billie Eilish – voce
- Finneas – produzione
- Rob Kinelski – missaggio
- Casey Cuayo – assistenza al missaggio
- John Greenham – mastering

## Successo commerciale
Everything I Wanted ha ottenuto un buon successo in madrepatria, raggiungendo l'8º posto della Billboard Hot 100 e diventando la seconda top ten della cantante. Il singolo si è inoltre piazzato al 2º posto sia nella classifica dello streaming che in quella digitale, grazie a 26,4 milioni di riproduzioni e 17 000 copie vendute. Ha inoltre accumulato un'audience radiofonica di 4,9 milioni di ascoltatori nella sua prima settimana intera. Durante la prima metà del 2020 è risultato il 9º brano più ascoltato in radio grazie a 1,329 miliardi di ascoltatori radiofonici in territorio statunitense.
Nel Regno Unito Everything I Wanted è entrato nella Official Singles Chart alla 3ª posizione con 47 488 unità di vendita. In Irlanda, con soli due giorni di conteggio, il singolo ha debuttato alla 53ª posizione; con una settimana completa di vendite e streaming, è salito direttamente alla vetta, diventando la prima numero uno della cantante e la sua quinta top ten nella classifica dei singoli irlandese.

## Classifiche

### Classifiche settimanali
| Classifica (2019-20) | Posizione massima |
| -------------------- | ----------------- |
| Australia            | 2                 |
| Austria              | 3                 |
| Belgio (Fiandre)     | 4                 |
| Belgio (Vallonia)    | 6                 |
| Bulgaria             | 8                 |
| Canada               | 6                 |
| Corea del Sud        | 102               |
| Croazia              | 16                |
| Danimarca            | 4                 |
| Estonia              | 1                 |
| Finlandia            | 2                 |
| Francia              | 33                |
| Germania             | 9                 |
| Grecia               | 2                 |
| Irlanda              | 1                 |
| Islanda              | 4                 |
| Italia               | 20                |
| Lettonia             | 1                 |
| Libano               | 4                 |
| Lituania             | 1                 |
| Lussemburgo          | 6                 |
| Malaysia             | 4                 |
| Norvegia             | 1                 |
| Nuova Zelanda        | 2                 |
| Paesi Bassi          | 4                 |
| Portogallo           | 5                 |
| Regno Unito          | 3                 |
| Repubblica Ceca      | 2                 |
| Russia               | 5                 |
| Singapore            | 4                 |
| Slovacchia           | 3                 |
| Spagna               | 16                |
| Stati Uniti          | 8                 |
| Svezia               | 3                 |
| Svizzera             | 2                 |
| Ucraina              | 47                |
| Ungheria             | 3                 |

### Classifiche di fine anno
| Classifica (2019) | Posizione |
| ----------------- | --------- |
| Lettonia          | 98        |
| Ungheria          | 57        |
| Classifica (2020) | Posizione |
| Australia         | 38        |
| Austria           | 74        |
| Belgio (Fiandre)  | 28        |
| Belgio (Vallonia) | 20        |
| Canada            | 24        |
| Danimarca         | 33        |
| Francia           | 100       |
| Germania          | 58        |
| Irlanda           | 23        |
| Islanda           | 22        |
| Norvegia          | 26        |
| Nuova Zelanda     | 36        |
| Paesi Bassi       | 67        |
| Portogallo        | 22        |
| Regno Unito       | 29        |
| Russia            | 11        |
| Stati Uniti       | 18        |
| Svezia            | 57        |
| Svizzera          | 34        |
| Ungheria          | 38        |
| Classifica (2021) | Posizione |
| Portogallo        | 126       |